# ホンジュラスの歴史

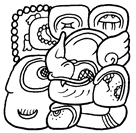
コパンとしても知られるオックスウィティック王国のエンブレム

ホンジュラスの歴史（ホンジュラスのれきし、スペイン語: Historia de Honduras）は、16世紀にスペイン人が到着する遥か以前に始まった。ホンジュラスの原住民は西部から中部にかけてレンカ族が、中北部海岸でトルパン人が、トルヒーリョ近くでペチ人、マヤ人、スモ人が居住している。これらの民族は自治しつつもお互いに貿易関係を持っており、パナマやメキシコの住民とまで貿易した。

## 大航海時代以前

ホンジュラスで最も古い遺跡の一つであるオレンジの木のピラミッド

史前時代のホンジュラスは考古学により多民族社会であることが証明されている。この時代の文明はホンジュラス西部、グアテマラとの国境地帯にあるコパン市周辺で見つかっているマヤ文明が重要であり、コパンの文明は150年頃に繁栄し始め、古典期の後期にあたる700年から850年にその頂点に達した。この文明は多くの銘刻と石碑を残している。コパンの王国は5世紀から9世紀まで続き、その前身は少なくとも2世紀まで辿ることができる。

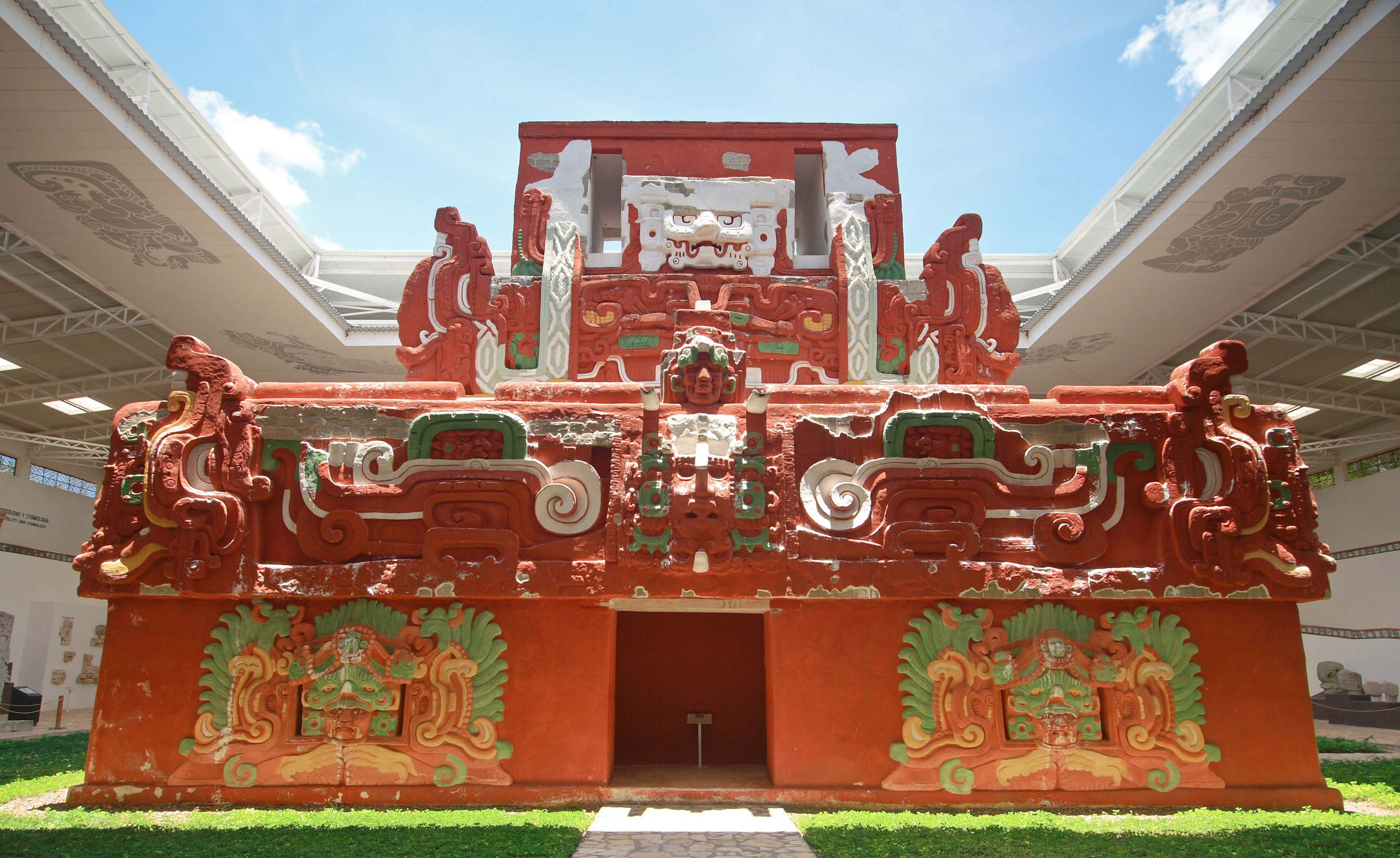
コパン・ルイナス博物館（Copan Ruinas）にあるロサリラ神殿（Rosalila）、2009年撮影。

マヤ文明は9世紀より大幅な人口減が見られたが、少なくとも1200年まではコパンとその周辺に人間が居住していた証拠が見つかっている。コパンはスペインがホンジュラスを発見するまでに密林と化しており、生き残ったチョルティ族も西方にいた同じチョルティ語を話す他部族と隔絶していた。一方、マヤ人に属しないレンカ人はホンジュラス西部を支配した。

## スペインによる征服

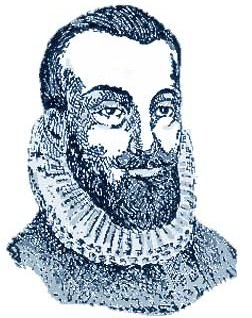
ヒル・ゴンサレス・ダビラ

ホンジュラスがヨーロッパ人に始めて発見されたのは、クリストファー・コロンブスが第四次航海中の1502年7月30日にバイア諸島に到着した時であった。同年8月14日、コロンブスは現トルヒーリョ近くで米州大陸本土に上陸した。海岸近くの水深の深さを知ったコロンブスはそこをホンジュラス（「深さ」）と名づけた。
1524年1月、エルナン・コルテスはクリストバル・デ・オリドにホンジュラスにおける植民地の設立を命じた。オリドは船数隻、兵士と入植者合わせて合計400人以上を率いてキューバに向かい、コルテスの用意した補給を受けた。キューバ総督ディエゴ・ベラスケス・デ・クエリャルはオリドに設立した植民地を自分のものにするよう説得した。続いてオリドはホンジュラスの北部海岸に向かい、プエルト・カルバリョスの東のトリウンフォ・デ・ラ・クルスで上陸、そこに入植して総督を称した。コルテスはオリドの反乱を知ると、フランシスコ・デ・ラス・カサスを船数隻を率いさせホンジュラスに派遣、オリドを追放してホンジュラスをコルテスの領地にするよう命じた。しかし、ラス・カサスはベリーズとホンジュラス沖で度重なる嵐に遭って艦隊のほとんどを失った。ラス・カサス自身の旗艦は緩行しながらようやくオリドの本拠地であるトリウンフォの沖合に到着した。
ラス・カサスがトリウンフォに到着した時点ではオリドの軍勢の大半がヒル・ゴンサレス・ダビラの軍勢に対処するために内陸部にいた。それでもオリドはカラベル船2隻で攻撃を開始したが、ラス・カサスは砲火で反撃、さらに分遣隊を派遣してオリドの船に乗船、拿捕しようとした。この状況に至ってはオリドが和議を提案、ラス・カサスが受け入れて自軍を上陸させなかった。しかし、その夜に激しい嵐がラス・カサス艦隊を襲い、ラス・カサスの軍勢の3分の1が失われた。その後、ラス・カサス艦隊は風雨にさらされた上に食料もない2日間を過ごした後に捕虜になった。オリドに忠誠を誓うよう強制された後、ほとんどが釈放されたが、ラス・カサスは釈放されず、後にゴンサレスもオリドの内陸部隊に捕らえられた。
その後の出来事については、スペインの文献に2通りの説がある。1つはアントニオ・デ・エレーラ・イ・トルデシリャスが17世紀に書いたものであり、オリドの兵士が反乱を起こして彼を殺害したというものだった。もう1つはベルナル・ディアス・デル・カスティリョによる『メキシコ征服記』（16世紀）であり、ラス・カサスがオリドを捕らえてナコで殺害したというものである。一方、コルテスは陸上を行軍してメキシコからホンジュラスに向かい、1525年に到着した。コルテスは現プエルト・コルテスとトルヒーリョ近くにヌエストラ・セニョーラ・デ・ラ・ナビダッド（Nuestra Señora de la Navidad）という都市を作るよう命じ、ラス・カサスをその総督に任命した。しかし、ラス・カサスもコルテスも1525年末までにメキシコに戻り、ラス・カサスはそこでオリドの死に関係したとして逮捕され、スペインに送還された。彼は1527年にメキシコに戻ったが、翌1528年にコルテスとともにスペインに帰国した。
1526年4月25日、コルテスはメキシコに戻る前にエルナンド・アリアス・デ・サアベドラをホンジュラス総督に任命、先住民に手厚く接するよう命じた。10月26日、スペイン王フェリペ1世はディエゴ・ロペス・デ・サルセド・イ・ロドリゲス（Diego López de Salcedo y Rodríguez）をホンジュラス総督に任命した。その後の10年間、植民地人が総督に反乱を起こしたり、先住民がスペイン人に反乱するなどして植民地が混乱した。サルセドは私欲のためにカスティーリャ・デ・オロ総督ペドロ・アリアス・ダビラと戦った（ダビラもホンジュラスを自領にしようとした）。1528年、サルセドはペドロ・アリアスを捕らえてホンジュラスの一部を割譲させたが、フェリペ1世に却下された。サルセドが1530年に死去した後はホンジュラスが再び混乱に陥り、1536年にペドロ・デ・アルバラードが到着してようやく収まった。
1537年、フランシスコ・デ・モンテーホがホンジュラス総督に任命された。その前にアルバラードが領土の分割を取り決めたが、モンテーホはホンジュラスに到着するとすぐにそれを取り消した。モンテーホの配下アロンソ・デ・カセレスは1537年から1538年にかけてカシケのレンピラが起こした先住民の反乱を鎮圧した。1539年、アルバラードとモンテーホが総督位を争い、当局の目に留まった結果、モンテーホはチアパスに向かい、アルバラードはホンジュラス総督になった。
アルバラードがホンジュラスを征服する途上、ホンジュラス北海岸の多くの先住民が捕らえられてスペインのカリブ海にあるプランテーションで強制労働を強いられた。しかし、スペインによるホンジュラス征服は1536年にアルバラードがシクンバ率いるティカマヤ（Ticamaya）での先住民の反乱を鎮圧した後にようやく行われた。アルバラードは先住民の町を分割して、スペインのコンキスタドールにレパルティミエントとして分け与えた。1537年から1538年にかけてはグラシアス・ア・ディオス、コマヤグア、オランチョ近くで先住民の反乱が起こり、そのうちグラシアス・ア・ディオス近くで起きた反乱はレンピラが率いたものであり、今日では彼を記念してホンジュラスの通貨単位の名前が「レンピラ」となっている。

## 植民地時代

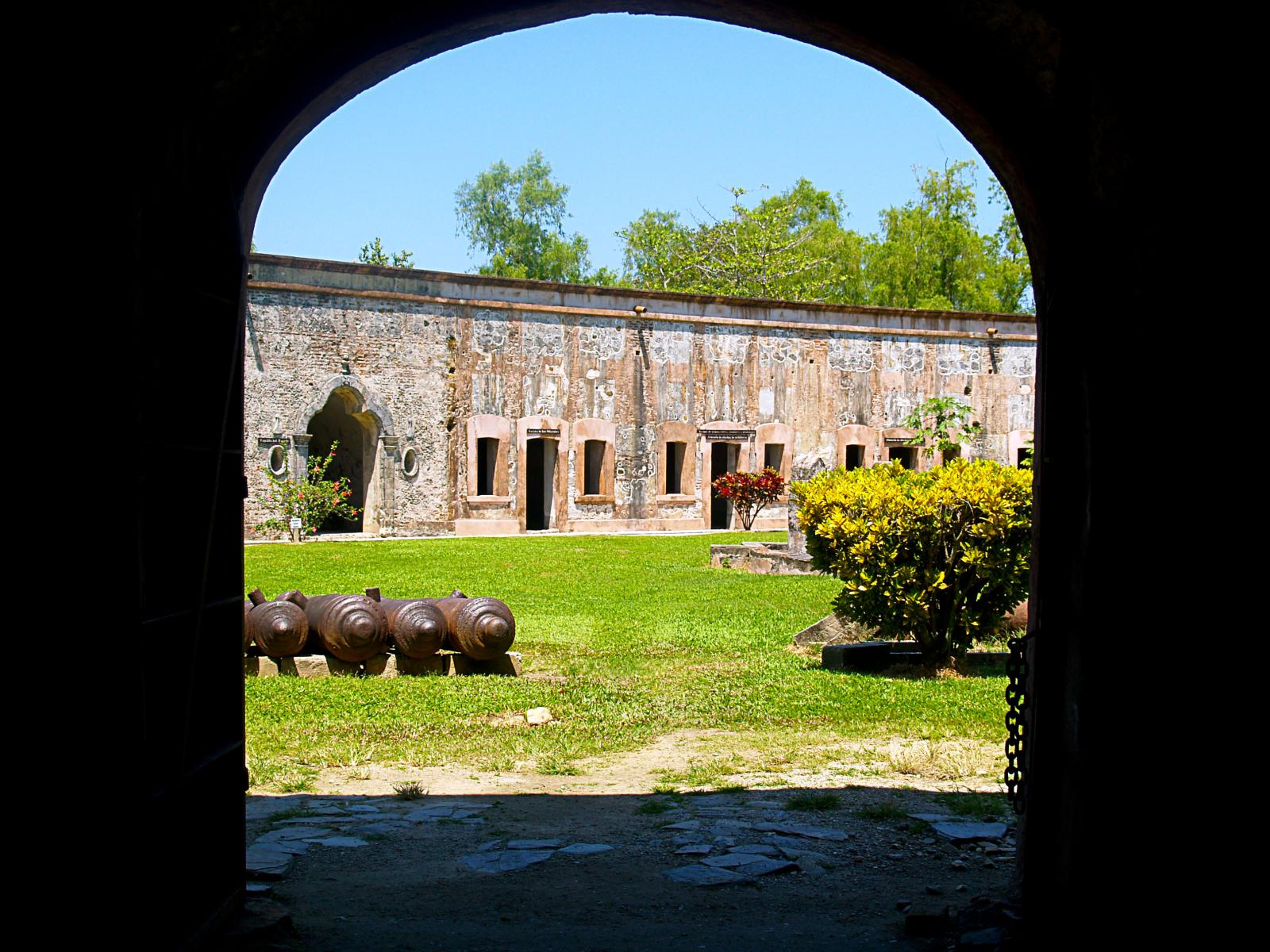
サン・フェルナンド・デ・オモアの要塞。

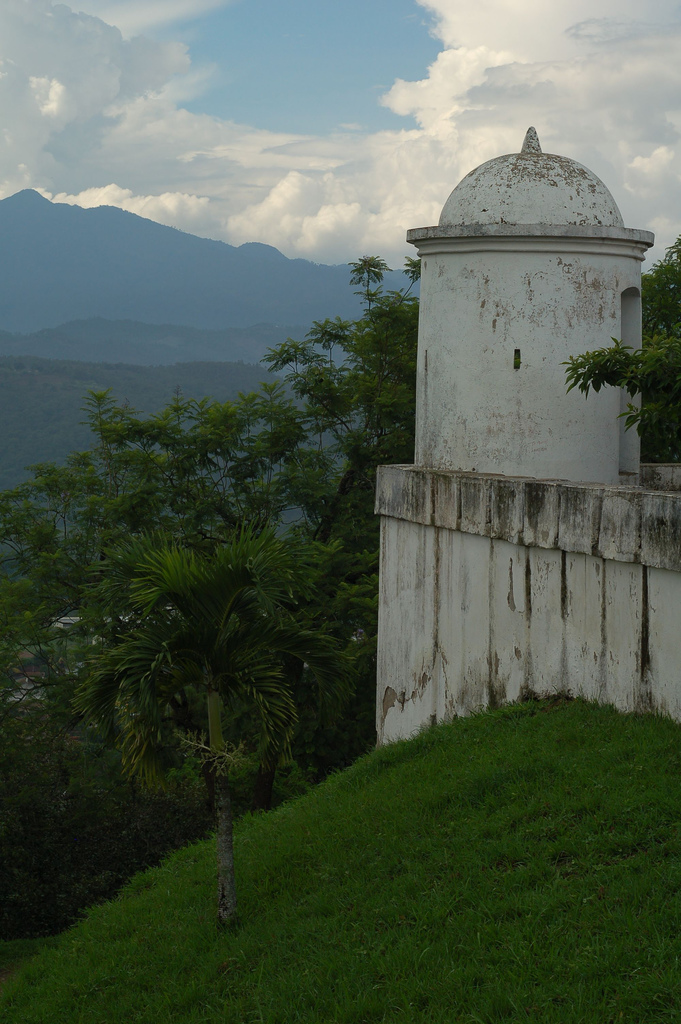
グラシアスのサン・クリストバル要塞（San Cristobal）。

レンピラの反乱が敗れ、スペイン人の間の争乱も少なくなったことは、ホンジュラスにおける定住者の増加、並びに経済活動の活発化に繋がった。1540年代末には王立グアテマラ・アウディエンシアの首都が1544年にグラシアスに定められたことから、発展と繁栄に向かうとされたが、このことはグアテマラやエルサルバドルにおける不満に繋がり、1549年には首都がアンティグア・グアテマラに移転された。ホンジュラスは1821年までグアテマラ総督領の1県に甘んじることになった。

### ホンジュラスの鉱業
鉱業の最初の中心地はグアテマラとの国境近く、グラシアスの周辺だった。1538年には大量の金を産出したが、1540年代初期には中心地が東のグアヤペ川流域に移り、金の他に銀も産出するようになった。これによりグラシアスは急速に衰退、代わりにコマヤグアがホンジュラス植民地の中心地になった。鉱業が労働者を大量に要したため、先住民のさらなる反乱に繋がり、先住民人口が急激に減少するようになった。結果的にはアフリカ奴隷がホンジュラスに導入され、1545年には2千人ほどに膨れ上がった。ほかにはサン・ペドロ・スーラやトルヒーリョ港の近くにも金鉱が発見された。
鉱業は1560年に衰退を始め、ホンジュラスの重要性もそれに従い低減した。1569年初に新しい銀鉱が発見されたため経済が短期間回復、テグシガルパが建設されてコマヤグアの重要性を脅かすほどになった。しかし、銀鉱業の発展が1584年に頂点に達した後は経済衰退が再び訪れた。ホンジュラスにおける鉱業は資金も労働力も不足した上に地形の問題もあったため発展が阻害され、銀の産出に必要な水銀も希少だった。

### 北部海岸の征服

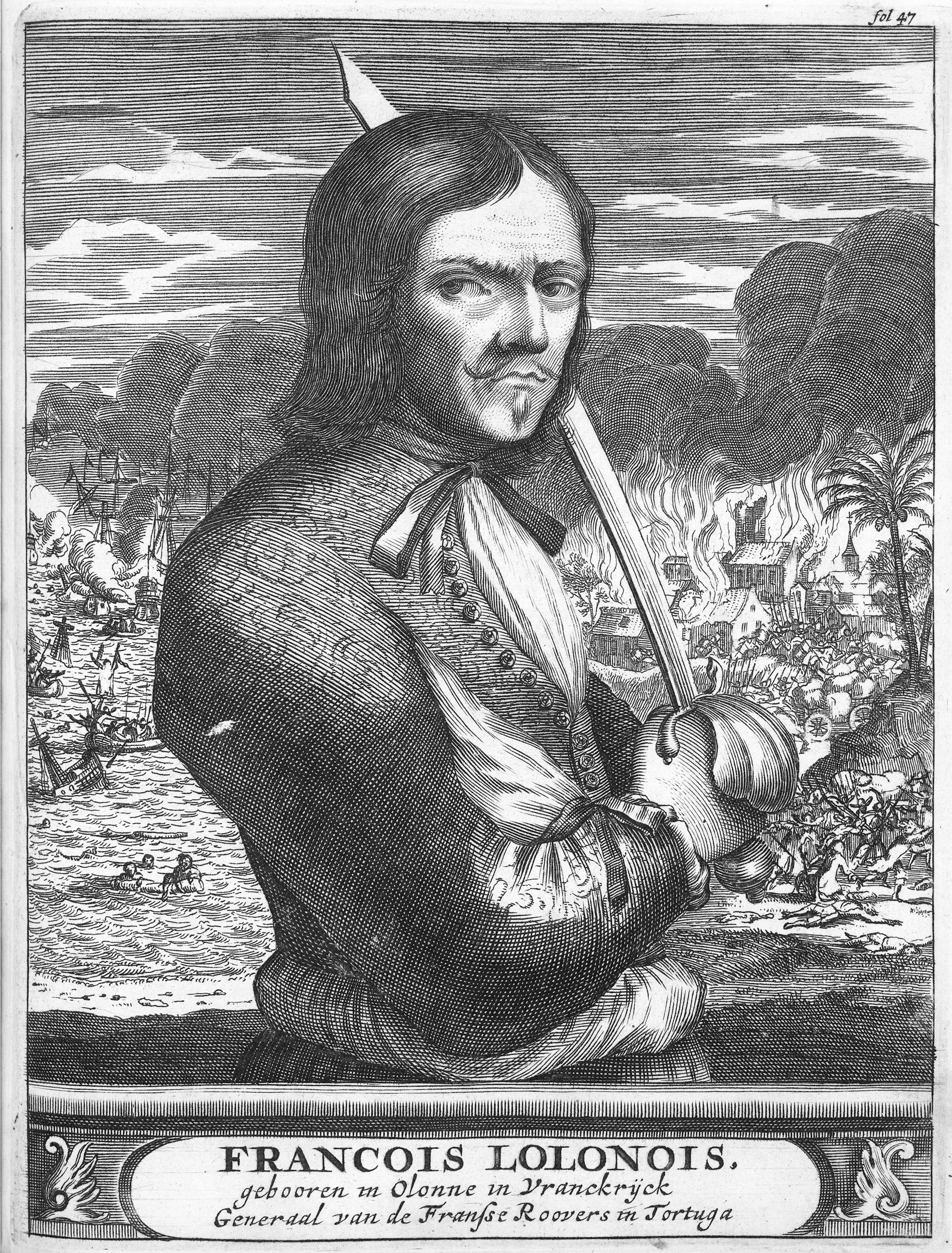
植民地時代、ヨーロッパからの海賊はたびたびホンジュラスの町に放火した。画像はフランス出身の海賊フランソワ・ロロネー。

スペインはホンジュラス南部地域の征服を進めていたが、北部のカリブ海岸ではそれほど進んでいなかった。北部海岸では西部のプエルト・カバリョスなどの町が創設された。鉱物などの輸出品物が大西洋海岸からホンジュラスを通って太平洋海岸にあるこれらの町に運ばれ、続いて海運でスペインに運ばれた。また北西部内陸ではナコやサン・ペドロ・スーラなどの町が創設された。北東部のタグスガルパ地域ではスペインによる征服への抵抗が続き、16世紀中は武力で、それが失敗した後の17-18世紀では宣教師の教えに抵抗した。北部海岸や近隣のニカラグアではミスキート族がその一部であり、民主的で公平的であったが王を擁していたためミスキート王国と呼ばれる。
スペイン当局にとって頭痛の種だったのは、薄く支配していたに過ぎなかったホンジュラス北部におけるイギリスの活動である。イギリス人の活動は16世紀から19世紀まで続き、初期にはヨーロッパ人海賊がたびたびホンジュラスのカリブ海岸の村に襲撃した。例えば、プロヴィデンス島植民地を支配していたプロヴィデンス島会社は度々ホンジュラスを襲撃しており、ホンジュラス海岸のおそらくグラシアス・ア・ディオス岬近くに集落を維持していた。1638年頃、ミスキート王がイングランドを訪れ、イングランド王国と同盟を締結した。1643年、イングランドの遠征隊がホンジュラスの主要港口であるトルヒーヨ市を破壊した。

### イギリスとミスキート王国
1641年、スペインはカルタヘナから艦隊を派遣して、イングランドのプロヴィデンス島植民地を破壊した（スペインによるプロヴィデンス植民地占領）。これにより、ホンジュラス海岸に近いイングランドの基地が破壊されたが、同時期に奴隷反乱が起こり、奴隷たちは乗っていた船を乗っ取って、グラシアス・ア・ディオス岬で船を破壊した。上陸した奴隷たちはミスキート族の歓迎を受け、一世代後には混血のミスキート・サンボ人というグループになり、1715年にミスキート王国の指導者になった。
一方、1655年にはイングランドがジャマイカに侵攻、続いて海岸で同盟者を探した。イングランド人の目はミスキート族に留まり、1687年にはミスキート王ジェレミー1世がジャマイカを訪れた。
この時期には多くのヨーロッパ人がホンジュラスに移民してきた。1699年の記録からは1人家族、ミスキートの大家族、スペイン人の集落、海賊のアジトが海岸に点在していることがうかがえる。イギリスは1740年に同地域を保護領と定めたが、この決定の後も強く支配したわけではなかった。イギリスによる植民は特にイスラス・デ・ラ・バイアで行われ、イギリスとミスキート族の同盟に現地民の支持もあったため、スペインも簡単に支配することができず、海賊にとってはいい隠れ家になった。

### ブルボン改革
18世紀初頭、フランスのブルボン家がハプスブルク家に代わってスペイン王に即位した。ブルボン家は即座にスペイン帝国全体で一連の改革を実施（ブルボン改革）、行政の効率化とともに植民地の守備を強化した。このうち、貴金属の税金が軽減され、当時王家が独占していた水銀の価格も下げられた。この改革により、ホンジュラスの鉱業は1730年代に復興した。
スペインはさらにカリブ海岸の支配を取り戻そうとしてた。1752年、スペインはサン・フェルナンド・デ・オモア要塞を建設した。1780年、スペインは以前に対イギリス基地として使用したトルヒーヨに戻った。1780年代、スペインはイスラス・デ・ラ・バイアを再支配、ブラック・リバー地域のイギリス領の大半を奪回した。しかし、ミスキート族が抵抗したため、スペインは支配をプエルト・カバリョスとトルヒーヨの先まで広げることができなかった。1786年英西協定によりスペインのカリブ海岸に対する主権が確定した。

## 19世紀のホンジュラス

### スペインからの独立（1821年）
19世紀初頭、ナポレオン・ボナパルトがスペインを占領したことによりイスパノアメリカ全体で反乱が勃発した。ヌエバ・エスパーニャ副王領では1810年から1821年まで全ての戦闘が副王領の中央（現メキシコ中部にあたる地域）で行われた。1821年にヌエバ・エスパーニャ副王が首都のメキシコシティで敗北すると、独立の報せが元グアテマラ総督領のインテンデンシアを含むヌエバ・エスパーニャ全域にもたらされた。ホンジュラスは独立を既成事実として受け入れ、中米諸インテンデンシアとともにスペインからの独立を連合で宣言、1821年の中央アメリカ独立法を成立させた。
独立宣言の後、ヌエバ・エスパーニャ議会はコモンウェルスを設立して、スペイン王フェルナンド7世をヌエバ・エスパーニャ皇帝に戴こうとした。このコモンウェルス構想ではスペインとヌエバ・エスパーニャが独自の法律と議会を有するとし、フェルナンド7世が即位を拒否した場合はブルボン家から君主を戴くとした。しかし、フェルナンド7世は独立を承認せず、いかなるヨーロッパ王子にもヌエバ・エスパーニャの君主を即位させないとした。
議会の要請により、摂政のアグスティン・デ・イトゥルビデがヌエバ・エスパーニャ皇帝に即位、さらに議会がヌエバ・エスパーニャをメキシコに改名した。メキシコ帝国の領土は大陸部のインテンデンシア、元グアテマラ総督領を含むヌエバ・エスパーニャ本土諸県を含む。

### 中米連邦時期（1823年 - 1838年）
1823年、メキシコで革命が起き、皇帝アグスティン・デ・イトゥルビデが失脚した。メキシコ議会は中米のインテンデンシアに自己決定を許可することを議決した。同年、中米の5インテンデンシアはマヌエル・ホセ・アルセ将軍の主導で中央アメリカ連合諸州に統合、「インテンデンシア」は「州」に改名された。
連邦時期の重要人物にはホンジュラス初の民主的に選出された大統領ディオニシオ・デ・エレーラ（法律家でホンジュラス初の憲法を制定した）、連邦大統領のフランシスコ・モラサン（在位：1830年 - 1834年、1835年 - 1839年。連邦派の一員）、ホセ・セシリオ・デル・バリェ（1821年9月15日の独立宣言の起草者、1823年にメキシコ外相を短期間務めた）がいる。
やがて、ホンジュラスと近隣諸州の社会と経済の差異により、中米の指導者の間で激しい党派闘争が起き、中米連邦は1838年から1839年にかけて崩壊、ホンジュラスも1838年10月に連邦から脱退して独立した。モラサン将軍は連邦の維持に苦心したが失敗した。その後、ホンジュラスの外交政策は第一次世界大戦終結まで中米の再統一を目標とした。

## 民主制時期（1838年 - 1899年）

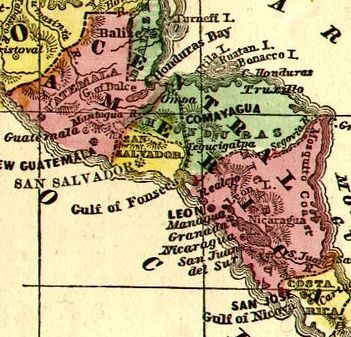
1860年のホンジュラス

ホンジュラスの首都はコマヤグアと定められ、1880年にテグシガルパに遷都した。
1840年代と1850年代、ホンジュラスは中米再統一に参加した。これには中央アメリカ連邦（1842年 - 1845年）、グアテマラ盟約（1842年）、ソンソナテ議会（1846年）、ナカオメ議会（1847年）、中央アメリカ国家代表（1849年 - 1852年）を含むが、いずれも失敗した。
やがてホンジュラスは国名を「ホンジュラス共和国」に定めたが、統一派の理想が消えることはなく、ホンジュラスは地域統合政策を最も強く推進した国の1つだった。
1850年、ホンジュラスは外国からの援助を借りて、トルヒーヨからテグシガルパ、そして太平洋海岸まで繋ぐ海洋間鉄道を建設しようとした。しかし、工事の困難さ、汚職などの問題により工事が1888年にサン・ペドロ・スーラまで完成した時点で資金不足に陥った。サン・ペドロ・スーラまで鉄道が建設されたことで、同市は工業の中心地でホンジュラス第2の都市に発展した。独立以降、小規模のものも含むと300近くの反乱や内戦が起きた。

## 20世紀のホンジュラス

### 北部の国際化（1899年 - 1932年）
ホンジュラス北部海岸でプランテーション経済が発展したが、その過程においてホンジュラスで大領地を確保したアメリカの会社は米国政府に自社の投資を守るよう働きかけた。その結果、20世紀初期には米国によるホンジュラスへの軍事遠征が1903年、1907年、1911年、1912年、1919年、1924年、1925年と頻発した。ホンジュラスが実質的にアメリカの果物会社に支配されたため、「バナナ共和国」という用語が生み出された。

#### アメリカ合衆国のホンジュラスにおける影響力の増大（1899年 - 1919年）

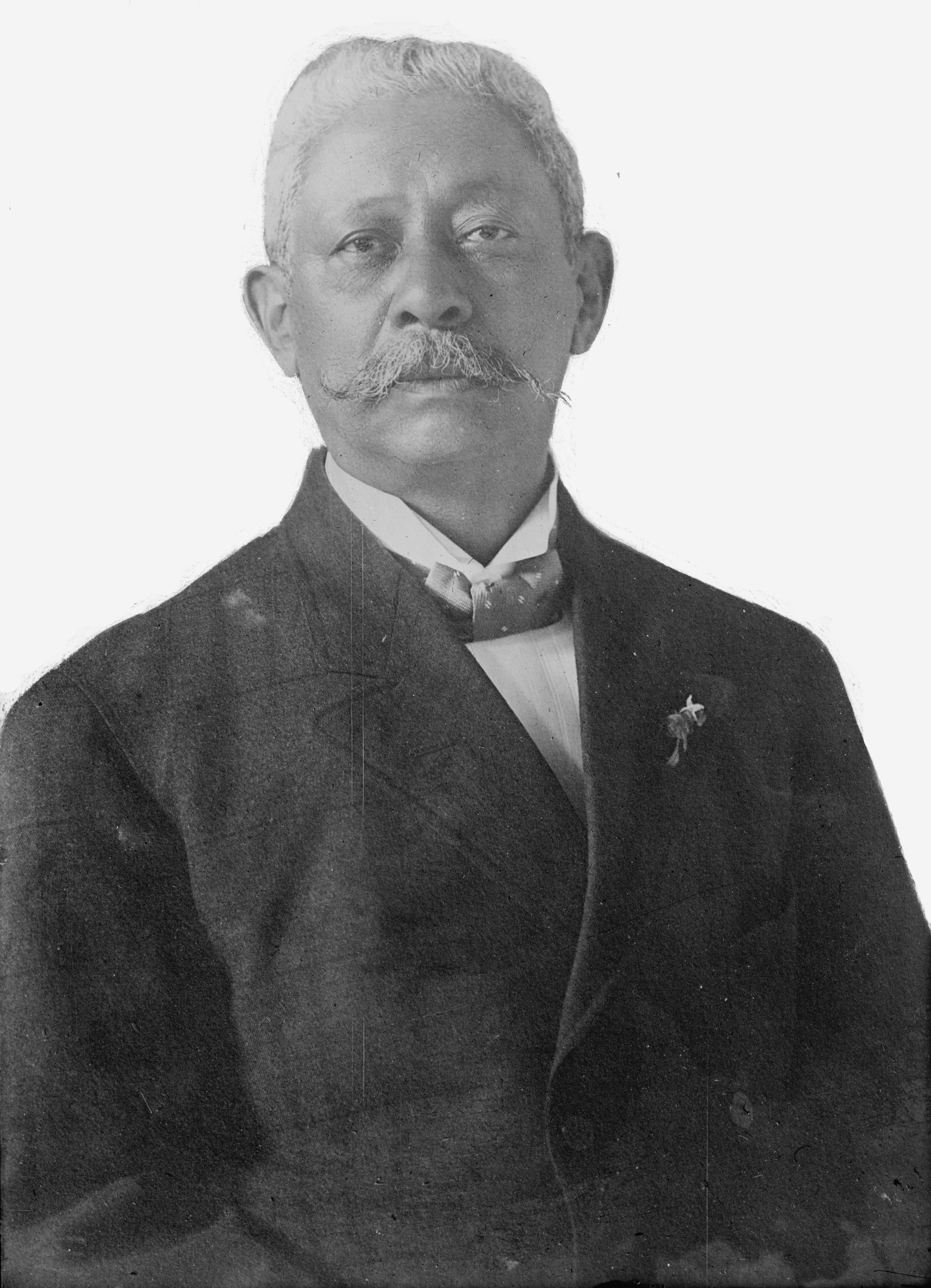
マヌエル・ボニリャ、1911年。

1899年、ホンジュラスのバナナ産業は大きく成長していた。1899年に権力が平和裏にポリカルポ・ボニリャ大統領からテレンシオ・シエラ大統領に移譲されたことはホンジュラスにおいて政権交代が始めて平和裏に行われた例である。1902年にはバナナ産業の成長に従い、カリブ海岸で鉄道が建設された。しかし、1902年ホンジュラス総選挙で後任の大統領が選出されてもシエラが権力の座に残ろうと退任を拒否したため、1903年に当選者のマヌエル・ボニリャに追い落とされた。
シエラの失脚後、保守派のボニリャは自由派の元大統領ポリカルポ・ボニリャを2年間投獄、ホンジュラス国内の自由派を弾圧した。これは組織をもった政党が保守派以外には自由派しかなかったためであった。当時の保守派は個人主義な派閥に分裂、求心力のある指導者にかけていたが、ボニリャは保守派を国民党に再編した。現ホンジュラス国民党はこの国民党を起源としている。
ボニリャはシエラよりも親バナナ会社だった。ボニリャの治下、バナナ会社は免税特権、そして埠頭と道路を建設する権利を獲得、さらに内水道の改善許可と鉄道建設の許可を得た。また、ボニリャはニカラグアとの国境を定め、1906年にグアテマラの侵攻を退けた。グアテマラ軍を撃退した後、ボニリャは講和、グアテマラとエルサルバドルと友好協定を締結した。
ニカラグア大統領ホセ・サントス・セラヤは友好協定を反ニカラグア同盟とみて、ボニリャの追い落としを計画した。ボニリャは独裁者として権力を奪取しており、セラヤはニカラグアに逃亡していたホンジュラスの自由派を支援した。自由派はニカラグア軍の支援を得て1907年2月にホンジュラスに侵攻した。ボニリャはエルサルバドル軍の援助を借りて抵抗しようとしたが、3月には決定的な敗北を喫した（この戦闘は機関銃を中米に導入した戦闘として知られている）。ボニリャが失脚した後、自由派は臨時フンタを設立したが長続きしなかった。
アメリカのエリート層は自身の利益を守るにはセラヤを阻止して、パナマ運河地域を守り、ひいてはバナナ貿易を守る必要があると気づいた。ホンジュラス自由派による侵攻に米国政府は喜ばず、米国政府はセラヤは中米全域を支配しようとしていると考え、バナナ貿易を守るべく海兵隊をプエルト・コルテスに派遣した。米国海軍の部隊はホンジュラスに派遣され、ボニリャ最後の防御陣地であるフォンセカ湾のアマパラの守備に成功した。米国の臨時代理大使がテグシガルパで用意した講和協定により、ボニリャは大統領から退任、ニカラグアとの戦争は終結した。

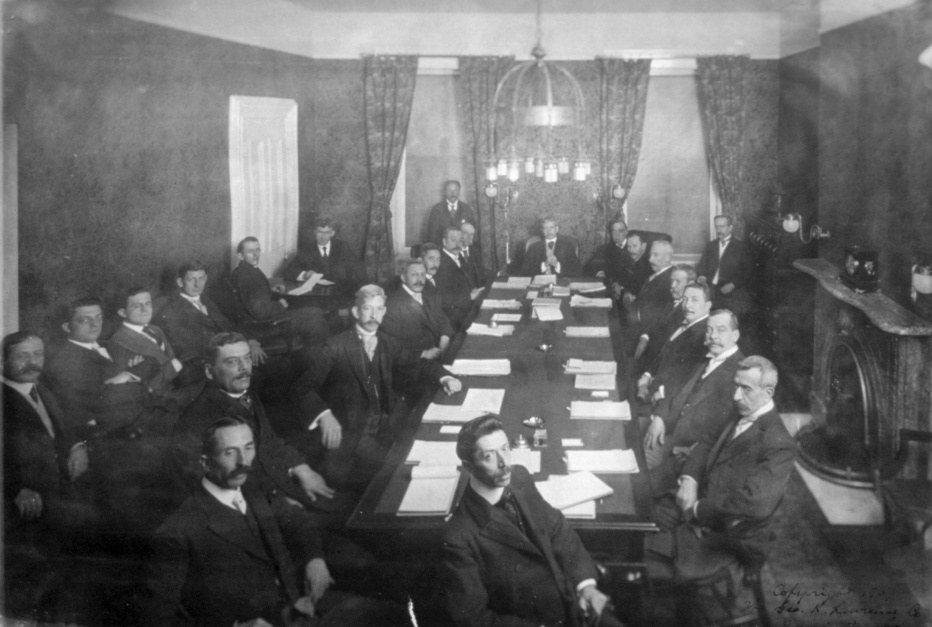
中央アメリカ平和会議の開会式、1907年。

協定は折衷として、ミゲル・ラファエル・ダビラ・クエリャル将軍をテグシガルパのホンジュラス政府に据えた。しかしセラヤはダビラを信用しておらず、協定に満足しなかった。セラヤはダビラを失脚させるためにエルサルバドルと秘密協定を締結したが、セラヤの計画は失敗、ホンジュラスにおける米国の利害関係者を警戒させただけだった。米国とメキシコは中米5か国を中央アメリカ平和会議に招き、地域を安定させようとした。中米5か国は会議で平和友好に関する一般条約を締結、5か国間の紛争解決制度として中米司法裁判所を設立した。また、ホンジュラスは永世中立国になった。
1908年、ダビラの政敵はクーデターを起こそうとして失敗したが、米国のエリート層はホンジュラスの政情不安を憂慮した。米国のタフト政府は1.2億米ドルという巨大なホンジュラス外債を政情不安の理由とみて、関税収入を米国に抵当に入れるなどして、ホンジュラスが主にイギリスから借り入れていた外債をリファイナンス（借り換え）した。ホンジュラスの代表とJ・P・モルガン率いるニューヨーク銀行家の代表団が交渉を行い、1909年末には減債と利率5%の債券の発行を合意した。その抵当として、銀行家たちはホンジュラスの鉄道支配権を得て、米国政府は関税収入を統制するがホンジュラスの独立を保証するとした。
銀行家の提案はホンジュラスで大反対され、ダビラ政権をさらに弱体化させた。J・P・モルガンとの合意を盛り込んだ条約は1911年1月にようやく締結され、ダビラによってホンジュラス議会に提出された。しかし、大統領に従属することの多かったホンジュラス議会は33票対5票で条約を拒否した。
1911年に反ダビラ蜂起がおこり、債務問題の対処が中止された。米国は海兵隊を上陸させて介入、両軍は米軍艦での面会を余儀なくされた。元大統領マヌエル・ボニリャ率いる革命派と政府は停戦に同意、米国の調停者トマス・クレランド・ドーソンが臨時大統領を選任することにも同意した。ドーソンは早期に自由選挙を行うことを承諾したフランシスコ・ベルトランドを任命、ダビラは辞任した。

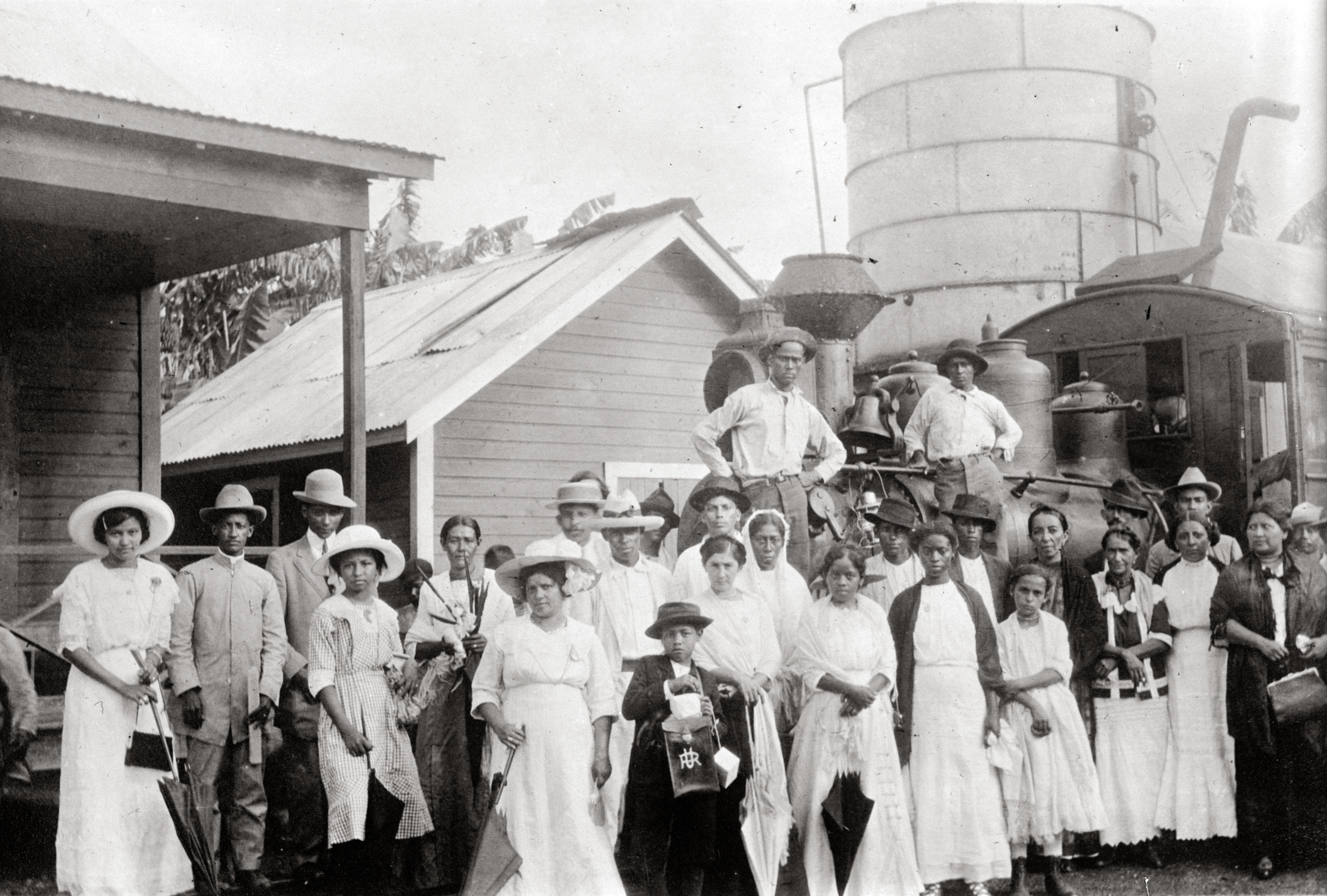
ラ・セイバの鉄道駅。

1912年の選挙ではマヌエル・ボニリャが当選したが、翌1913年に死去した。副大統領に就任していたベルトランドは大統領に昇格、1916年の選挙でも再選されて任期が1920年まで延びた。1911年から1920年まで、ホンジュラスは相対的に安定、鉄道敷設が進み、バナナ貿易も大きく発展した。しかし、この安定期にも革命派の陰謀は続き、バナナ会社が革命軍の一派を支持しているとの噂が飛び交った。そして、1920年以降にはホンジュラスの安定が維持しにくくなった。
バナナ産業の隆盛により、ホンジュラスで労働者運動が発展、同国史上初の大規模なストライキが起こった。その嚆矢になったのは1917年のクヤメル・フルーツに対するストライキであり、ホンジュラス軍に鎮圧されたが翌年にはラ・セイバでスタンダード・フルーツ・カンパニーに対するストライキが起こった。1920年、カリブ海岸でゼネラルストライキがおこり、その対処として米国の軍艦が同地域に派遣され、ホンジュラス政府はゼネストの指導者を逮捕した。そして、スタンダード・フルーツが日当を1.75米ドルに上げると、ストライキは終結した。しかし、バナナ貿易における労使紛争が止むことはなかった。

#### 果物会社の活動
自由派の政府は鉱業と農業の生産拡大を目指し、1876年以降現地のビジネスと外国資本に土地と免税権をばらまくようになった。特に鉱業が重要であり、また新政策がバナナ輸出が増大した時期と重なった。バナナ産業は1870年代にイスラス・デ・ラ・バイアで始まり、1880年代には中小の農家でも盛んに行われるようになった。自由派政府が提供した利権により米国資本はまず海運会社として、続いて鉄道会社とバナナ生産会社として参入した。米国の会社は巨大なプランテーションを作り、人口密度の高い太平洋海岸、中米諸国などから輸入した労働者を雇用した。これらの会社は雇用にカリブ海の英語圏住民を優先した。結果として残ったのは飛地経済であり、主な会社はクヤメル・フルーツ、スタンダード・フルーツ、ユナイテッド・フルーツの3社である（うちユナイテッド・フルーツは1930年にクヤメルを吸収合併した）。
1899年、ニューオーリンズに本社を置いているヴァッカロ・ブラザース・アンド・カンパニー（後のスタンダード・フルーツ）という果物会社は1899年にホンジュラスに訪れ、ロアタン島でココナッツ、オレンジ、バナナを購入した。ニューオーリンズで果物の販売に成功すると、同社は業務をホンジュラス本土に移った。1901年、 ヴァッカロ兄弟はラ・セイバとサラド（Salado）に事務所を設置、やがてボカ・セラダ（Boca Cerrada）からバルファテまで、80kmに近い海岸線上のバナナ産業を支配するに至った。1900年、米国の貿易商サミュエル・ザムライとユナイテッド・フルーツはホンジュラスに進出、バナナのプランテーションを買い取った。1905年、ザムライは単独でプランテーションを購入するようになり、1910年までに5,000エーカーのプランテーションを積み上げた後クヤメル・フルーツを開いて独立した。この2社はその富と強力な繋がりにより、ホンジュラス政府に絶大な影響力を与えるに至った。
しかし、1910年にユナイテッド・フルーツがホンジュラスに進出すると、会社間の競争が激化した。ユナイテッド・フルーツは1912年までにスラ盆地のテラからエル・プログレソまでの鉄道敷設権とトルヒーヨからフティカルパまでの鉄道敷設権という2つの利権を買取した。1913年、ユナイテッド・フルーツは鉄道利権の管理会社としてテラ鉄道会社を設立、直後にトルヒーヨ鉄道会社を設立した。ユナイテッド・フルーツは鉄道会社を通じてホンジュラスのバナナ貿易を支配したのであった。
1899年の国勢調査において、ホンジュラス北部が数年間バナナを輸出していること、プエルト・コルテスからラ・セイバまでの海岸線とサン・ペドロ・スーラのような内陸部まで1,000人以上（主に小作農）がバナナを生産していたことが示された。果物会社は広大な土地を獲得、特にはバナナ産業に従事している小領主を廃業に追い込むこともあった。さらに、ジャマイカやイギリス領ホンジュラス（現ベリーズ）から多くの労働者を連れ込み、プランテーションで働かせたか下級管理者として働かせた。果物会社が西インド諸島からの労働者を選んだ理由は彼らが英語を話せることと、ホンジュラス人より高等な教育を受けたことが多いためだった。西インド人の流入により同地域の人口構成が変わり、その状況が外国による占領に見えたことと、アフリカ人を先祖とする西インド人への差別意識により、社会緊張が高まった。
バナナ貿易がもたらした富と外国人、特に北米人からの影響力の大きさにより、1896年から1897年まで一時的にホンジュラスに逃亡した米国の作家オー・ヘンリーは小説『キャベツと王様』でホンジュラスをモデルとした架空な国を創作したとき、バナナ共和国という造語を使用した。1912年までに、ホンジュラスのバナナ貿易がクヤメル・フルーツ、ヴァッカロ・ブラザース、ユナイテッド・フルーツの3社による寡占状態になった。3社とも垂直統合を行っており、自社で土地、鉄道会社、艦船（一例としてはユナイテッド・フルーツの「グレート・ホワイト艦隊」（Great White Fleet））を所有した。さらに鉄道への土地助成金を通じてカリブ海岸の一等地を支配するようになり、ラ・セイバ、テラ、トルヒーヨなどの沿岸都市、内陸のエル・プログレソ、ラ・リマなどは会社の私有都市に近い状態に陥った。
その後の20年間、米国政府は中米の紛争、反乱、革命への対処に追われた。これらの紛争の裏には隣国の政府や米国の会社からの支持などもあった。そして、カリブ海のいわゆるバナナ戦争の一環として、ホンジュラスには1903年、1907年、1911年、1912年、1919年、1924年、1925年に米軍の介入を受けた。例えば、1917年にはクヤメル・フルーツが鉄道をグアテマラとの領土紛争地帯に伸ばした。

#### 政情不安の再来（1919年 - 1924年）

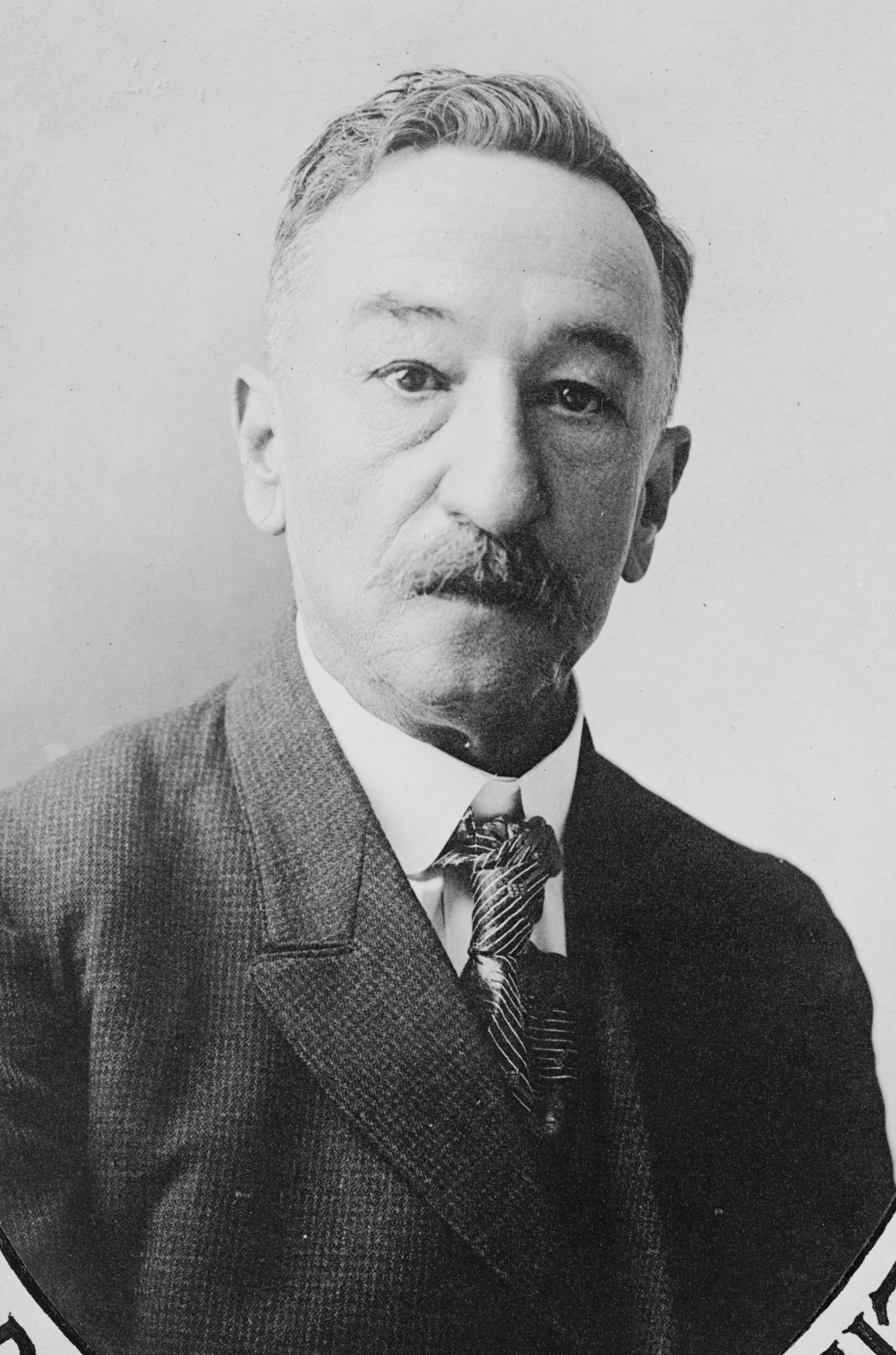
1920年から1924年までのホンジュラス大統領ラファエル・ロペス・グティエレス。

1919年、ベルトランド大統領が後任を選出するための公開な選挙を拒否することが明らかになった。この態度は米国に反対され、ホンジュラス国内でもほとんど支持されなかった。テグシガルパ知事で軍人のラファエル・ロペス・グティエレス将軍はホンジュラス自由党の反ベルトランド勢力を組織、さらにグアテマラの自由党政府、ニカラグアの保守党政府の支持まで得た。一方、ベルトランドはエルサルバドルの支持を求めた。
紛争を回避しようとする米国政府は逡巡したのち仲介を申し出、ベルトランドには仲介を拒否した場合は直接介入も辞さないと脅した。ベルトランドはすぐに辞任して出国した。米国駐ホンジュラス特命全権公使のトマス・サンボラ・ジョーンズは自由選挙を公約したフランシスコ・ボグラン率いる臨時政府の樹立を援助した。今や軍部を支配したロペス・グティエレスは次期大統領になることを決意していると表明した。長い交渉の後に不正がはびこった選挙が行われ（1919年ホンジュラス総選挙）、ロペス・グティエレスは易々と勝利して1920年に大統領に就任した。
ボグランは短い任期ではあったが、米国からの財政顧問を受け入れると決断した。それに従い、米国国務省のアーサー・ニコルス・ヤング（Arthur Nichols Young）が派遣され、1920年8月から1921年8月までホンジュラスで財政顧問を務めた。ヤングは大量のデータを整理して、ニューヨークの警察官を雇ってホンジュラス警察を再編成させるなど多くの助言を行った。ヤングの調査はホンジュラスが大規模な財政改革を必要としていることを明らかにした。というのも、既に不安定であった財政状況が革命活動の再開で大幅に悪化していたからだった。
例えば、ホンジュラス軍の1919年の支出は予算の倍以上であり、ホンジュラス政府の全支出の57%を占めた。ヤングは軍事支出の削減を助言したがロペス・グティエレス政府に受け入れられず、ホンジュラスの財政状況は問題であり続けた。政府に対する恒常な反乱と中米紛争の再開で状態がさらに悪化、ホンジュラス政府は1919年から1924年までの軍事活動で支出が予算を720万米ドルも超えた。

#### クーデターの頻発
ホンジュラスでは1920年から1923年まで蜂起やクーデターの試みが合計17回行われ、米国の中米政情不安に対する憂慮が増大した。1922年8月、ホンジュラス、ニカラグア、エルサルバドルの大統領はフォンセカ湾に浮かぶ米国の防護巡洋艦タコマで会談した。3国の大統領は米国公使の監視のもと、自国の領土が隣国に対する革命の宣伝に使われないよう尽力することを約束、同年末にワシントンD.C.で中米諸国の会議を開催することを呼び掛けた。
ワシントンD.C.での会議は1923年2月に終結、補充協定11件を含む1923年の平和友好に関する一般条約（General Treaty of Peace and Amity of 1923）が採択された。この条約は1907年の条約と似ているが、中米司法裁判所を改革して、各国政府の裁判所への参加に対する影響力を弱めた。革命政府を承認しないよう求めた条項は拡大され、革命の指導者、その親族、並びに蜂起の前後6か月に権力の座についた人物（自由選挙で選出されて権力を掌握した場合を除く）も承認しないよう求められた。各国政府は隣国の革命運動に対する支援を自粛、既存の紛争を平和裏に解決するよう再び承諾した。
補充協定は農業の奨励から軍備制限までと幅広いトピックをカバーした。その1つは（批准されなかったが）コスタリカを除く中米諸国の間の自由貿易を定めた。軍備制限協定では各国軍の人数制限を定め（ホンジュラスは2,500人）、軍をより専業にするために（米国が後援して）外国の援助を求めるとした。
1923年10月に行われたホンジュラスの大統領選挙とその後の政争と軍事紛争はこれらの条約の試金石となった。米国からの強い圧力を受けたロペス・グティエレスは当時のホンジュラスであまり見られない、自由に選挙活動を行える選挙を行った。長らく分裂していた保守派はホンジュラス国民党に統一、コルテス県知事のティブルシオ・カリアス・アンディーノ将軍を大統領候補に推した。
自由党は統一候補を出せず、元大統領ポリカルポ・ボニリャを支持する派閥とフアン・アンヘル・アリアス・ボキンを支持する派閥とで分かれた。その結果、5割以上の多数票を獲得した候補はおらず、得票数ではカリアスが1位でボニリャが2位、アリアスが大差で3位となっている。ホンジュラス憲法はこのような場合では議会が決定を下すと定めたが、議会は定足数が足りず決定を下せなかった。
1924年1月、ロペス・グティエレスは再選挙が行われるまで在職する意向を述べたが、選挙日の公表は繰り返し拒否した。ユナイテッド・フルーツの支持を得たとされるカリアスは独自に大統領就任を宣言、武装衝突が勃発した。2月、米国は革命で権力を奪取した者は承認されないと警告、ロペス・グティエレス政府が選挙を行えなかったと批判して関係を断絶した。
情勢は瞬く間に悪化、2月28日にはラ・セイバで政府軍と反乱軍が会戦した。米国の防護巡洋艦デンバーが現れ、海兵隊が上陸しても略奪や放火を防げず、200万米ドル以上の損害が出た。戦闘では米国人1人を含む合計50人が死亡した。その後の数週間、米国海軍特別艦隊（United States Navy Special Service Squadron）がホンジュラス水域に集まり、米国の利益を守るために上陸した。海兵隊と海員の軍勢が内陸のテグシガルパに派遣され、米国公使館員を保護した。軍勢がテグシガルパに到着する直前、ロペス・グティエレスが死去、彼の内閣が代わって政務を執った。カリアスら反乱軍も郊外の大半を支配したが首都を奪取するには至らなかった。
戦闘終結を目指した米国政府はサムナー・ウェルズをアマパラ港に派遣した。ウェルズは1923年の条約に基づき承認される政府の樹立を目標として、4月23日から28日まで米軍の巡洋艦上で交渉にあたった。ビセンテ・トスタ将軍を大統領とし、内閣は全ての政党が入閣、90日以内に憲政を回復するための制憲議会の開会が定められた。大統領選挙はできるだけ早く行うとし、トスタは自身は出馬しないと約束した。トスタは就任すると、約束の一部、特に多党派内閣に関する約束を反故にしようとしたが、米国代表からの巨大な圧力により結局講和協定を履行した。
1924年の選挙の秩序を保つことは難しかった。トスタに公正な選挙を行うよう圧力をかけるべく、米国はホンジュラスへの禁輸を継続、バンコ・アトランティダ（Banco Atlántida）からの7万5千米ドルの借款要請を含む、政府による借款を全て禁じた。さらに、米国はエルサルバドル、グアテマラ、ニカラグアを説得して、1923年の条約における、革命の指導者を次期大統領として承認しない条項に加入させることに成功した。これらの圧力によりカリアスは立候補を辞退、国民党のグレゴリオ・フェレラ将軍の反乱も失敗に終わった。国民党はミゲル・パス・バラオナを大統領候補に指名したが、自由党は立候補者指名を拒否、パス・バラオナは12月28日の選挙でほぼ全ての票を得て勝利した。

#### 秩序回復（1925年 - 1931年）
フェレラは1925年に再び小規模な蜂起を起こしたが、パス・バラオナ大統領時期はホンジュラスでは平穏な時代だった。バナナ会社は発展を続け、政府の財政状況も改善、労働組織も増えた。外交では長年の交渉が結実して、イギリスの債権者が所有した巨大なホンジュラス国債の整理を合意した。これらの国債は額面の2割で30年間にわたって償還される（後に完済）。それまでの利子は放棄され、以降の利子も30年間の償還期間のうち最後の15年間のみ付くと定められた。この合意により、ホンジュラスはようやく債務超過状態からの脱却の道筋が見えた。
1928年に予定された大統領選挙が近づくと、騒動への不安が増大した。国民党はカリアス将軍を推し、1926年にポリカルポ・ボニリャが死去した後に再統一した自由党はビセンテ・メヒア・コリンドレスを推した。ホンジュラスの選挙を観察した者の多くが予想しなかったことに、選挙活動も選挙自体も暴力と脅迫が少なかった。結果はメヒア・コリンドレスが6万2千票を獲得、4万7千票を獲得したカリアスに勝利した。カリアスが公的に敗北を認め、支持者に新政府を支持するよう求めたことも予想外だった。
メヒア・コリンドレスは大きな希望をもって1929年に就任した。ホンジュラスは政治と経済の発展に向かっているようにみえた。輸出の8割を占めたバナナ輸出は増大を続け、ホンジュラスは1930年には世界最大の果物生産国になり、世界中のバナナ供給の3分の1を占めた。ユナイテッド・フルーツはバナナ貿易を支配するようになり、1929年にはクヤメル・フルーツを買収するに至った。果物会社の間の紛争により会社はそれぞれホンジュラス政界の派閥を支持、グアテマラとの国境紛争を起こし、また革命に関与した可能性もあったため、この買収でホンジュラス国内がさらに安定した。1931年にはフェレラら反乱軍がクーデターを企んでチャメレコンに隠れているところを発見され、殺害されたこともホンジュラスの安定に貢献した。
しかし、メヒア・コリンドレスの望みは世界恐慌により潰えた。バナナ輸出は1930年に頂点に達したが、その後は大きく低減した。数千人の労働者が職を失い、職を失わなかった労働者も賃金を減らされた。また、果物会社が独立バナナ農家に支払う価格も低下した。その結果、ストライキなどの労使紛争がおこったが、大半が政府軍によって鎮圧された。政府の財政状況も悪化、メヒア・コリンドレスは軍の賃金を支払うために1931年に果物会社から25万米ドルを借り入れることを余儀なくされた。

### ティブルシオ・カリアス・アンディーノの大統領時代（1932年 - 1949年）
社会不安と経済問題が増大する中、1932年ホンジュラス大統領選挙は公正に、平和裏に行われた。ラテンアメリカでは多くの政権が不況によりクーデターなどで追われたため、ホンジュラスでそれが起こらなかったのは予想外だった。ユナイテッド・フルーツがクヤメル・フルーツを買収した後、自由党を支持していたクヤメルの社長サム・ザムライが出国したため、自由党は1932年の選挙の頃には資金不足に陥った。それでも、メヒア・コリンドレスは自身の与党である自由党からの圧力をはねつけ、自由党の大統領候補ホセ・アンゲル・スニガ・ウエテを勝たせるために選挙結果を操作することを拒否した。その結果、国民党の候補カリアスが約2万票差で勝利した。カリアスは1932年11月16日に就任、ここにホンジュラス史上最も長い期間にわたって続いた長期政権が誕生した。
カリアスの就任直前、自由党はメヒア・コリンドレスの反対にも関わらず反乱を起こした。カリアスは政府軍の指揮を執り、エルサルバドルからの武器を得て、短期間で反乱を鎮圧した。カリアス政権の第1期はホンジュラスの財政崩壊の回避、軍の改善、小規模な道路建設計画に費やされ、カリアスが長期間にわたって権力を握る素地を作った。
経済が1930年代に改善することはなかった。世界恐慌によるバナナ輸出の大幅減のほか、1935年にパナマ病（萎れを引き起こす菌類）とシガトカ病のアウトブレイクがバナナ生産地域で勃発したことで、翌年にはホンジュラスのバナナ生産の大半が脅かされた。トルヒーヨ近くを含む多くの地域のバナナ産業は放棄され、ホンジュラス人数千人が失業した。病気を抑える方法は1937年に発見されたが、ホンジュラスの市場占有率が他国に大きく奪われたため、多くの地域ではバナナ生産が回復することはなかった。
カリアスは大統領就任以前にも軍を増強する努力をしていたが、大統領に就任すると、その努力をさらに強めた。特に当時駆け出しだった空軍に注目して、1934年に軍事航空学校を設立、米国の空軍大佐の1人を司令官に任命した。
時間が経過するとともに、カリアスは慎重に権力掌握を強めた。まずストライキなどの労働争議に反対してバナナ会社の支持を得た。続いて保守的な経済政策で国内外の金融業界の支持を得た。世界恐慌が続く中、カリアスはホンジュラス国債の支払いを続け、イギリスの債権者との協定を頑なに守り続け、他の債権者をも満足させた。1935年には2つの小さな債務が完済した。
政治統制は徐々に導入された。ホンジュラス共産党は非合法化されたが、自由党は活動を許可され、1935年の小規模な蜂起の首謀者も後に帰国のための航空輸送を許された。しかし、カリアスは1935年末に平和と内部秩序の重要性を強調して、野党の出版物と政治活動を弾圧するようになった。一方、国民党はカリアスの支持を受けて、「カリアスが大統領の座に留まり続けることがホンジュラスに平和と秩序をもたらず唯一の方法である」とのプロパガンダを打ち出した。しかし、憲法は大統領が連続した2期を務めることを禁じた。
カリアスは任期を延長するために制憲議会を招集、新しい憲法を作成させ、新憲法に基づき初代大統領を選出させた。この時期に憲法を変更する理由は大統領が任期を延長するため以外にほとんど考えられなかった。それまでのホンジュラスの制憲議会は憲法を13回作成しており（うち発効したのは10回）、最後の憲法は1924年に発効していた。1936年ホンジュラス制憲議会選挙で選出された制憲議会は1936年憲法を作成、うち30か条は1924年憲法と同じだった。
1936年憲法の主な変更点は大統領と副大統領の連続再選禁止を撤廃、任期を4年から6年に延長したことだった。ほかには死刑を復活させ、議会の権力を減らし、女性の市民権（投票権を含む）を取り上げた。また、現職の大統領と副大統領が1943年まで在任するとした。しかし、実質的には既に独裁者であったカリアスはさらに多くを欲し、1939年には国民党に支配された議会がカリアスの任期を6年間（1949年まで）延長した。
自由党など政府に敵対した者はカリアスの失脚を目論んだ。しかし、1936年と1937年に行われた数多くのクーデターの試みは国民党の政敵をさらに弱体化させただけに終わった。1930年代末にはホンジュラス国内でまともに活動できる政党が国民党のみになった。大勢の反対派指導者が投獄され、一部は鎖に繋がれてテグシガルパ街中で働かされた。一方、自由党党首スニガ・ウエテなどは海外逃亡した。
カリアスは任期中、グアテマラ大統領ホルヘ・ウビコ将軍、エルサルバドル大統領マクシミリアーノ・エルナンデス・マルティネス将軍、ニカラグア大統領アナスタシオ・ソモサ・ガルシアなど中米の諸独裁者と近しい関係を保持した。中でもウビコとは特に親しく、ウビコはカリアスの秘密警察を再編成、間違ってグアテマラ領に入ったホンジュラスの反乱軍指導者を射殺した。ニカラグアとの関係は国境紛争によりやや緊張していたが、1930年代と1940年代ではカリアスとソモサが紛争を制御することができた。
これらの親しい関係はグアテマラとエルサルバドルの民衆反乱によりウビコとエルナンデス・マルティネスが1944年に失脚したことでその価値が疑問視された。一時は革命がホンジュラスに飛び火すると思われた。一部の軍人と反対派市民による陰謀は1943年末に露見して鎮圧され、1944年5月にはテグシガルパのホンジュラス大統領宮殿外で女性がデモを行い、政治犯の釈放を要求した。
政府は強硬策で対処しようとしたが、緊張は収まらず、最終的にはカリアスが政治犯の一部を釈放せざるを得なかった。この行動に反対派は満足せず、反政府デモが広まり続けた。7月、サン・ペドロ・スーラでデモ参加者が軍に殺害される事件が起き、10月には亡命者がエルサルバドルからホンジュラスに侵攻してきたが政府転覆には失敗した。軍部は政府を支持し続け、カリアスは大統領に留まった。
さらなる混乱を避けたい米国はカリアスに任期終了後に退任して自由選挙を許可するよう圧力をかけた。既に70代のカリアスは最終的に同意して1948年10月に選挙を行うことを公表、自身は出馬しないと表明した。しかし、彼はあらゆる手を使って、権力を行使し続けた。国民党はカリアスが選んだ大統領候補フアン・マヌエル・ガルベス（1933年以来の戦争相）を推した。亡命反対派は帰国を許されたが、自由党は長年活動低下していた上に分裂しており、それを乗り越えるためにひとまず1932年の候補スニガ・ウエテを再び推した。自由党はすぐに勝機がないとみて、政府に選挙不正の疑いをかけて選挙をボイコットした。これによりガルベスはほぼ独り舞台で当選、1949年1月に大統領に就任した。
カリアスの大統領期の評価は難しい。彼の在任期はホンジュラスが大いに必要としていた相対的な平和期であり、財政状況は改善、教育も少しではあったが改善に向かい、道路網は拡張され、軍は現代化された。一方、発生期にあった民主制の組織は萎れ、反対派と労働者運動は弾圧され、カリアスの支持者や親族、そして主な外国に利益をもたらすために国益が時として犠牲にされた。

### ガルベスの改革（1949年 - 1954年）
ガルベスは就任すると、予想以上に独自性を示した。彼は道路建設やコーヒー輸出の推進など、カリアスが取った政策を継続、強化、1953年には政府予算の4分の1近くが道路建設に充てられた。財政政策もカリアスの政策を踏襲しており、主に外債を減らし、イギリスからの債務を払い終わった。果物会社はガルベス政府からも優遇され、ユナイテッド・フルーツは1949年にかなり有利な25年間契約を獲得した。
彼は特筆に値する新政策も打ち出した。教育が政府に注目され、多くの予算がつぎ込まれた。国会は所得税法を成立させた（ただし、実効はほとんどなかった）。出版の自由はある程度回復し、自由党などの野党は再結党を許され、一部の労働者組織も許された。議会と大統領は八時間労働制、年次有給休暇制度、労働災害における限定的な雇用者責任、女性と子供の雇用に関する規制を法律で定めた。

### 1955年から1979年まで

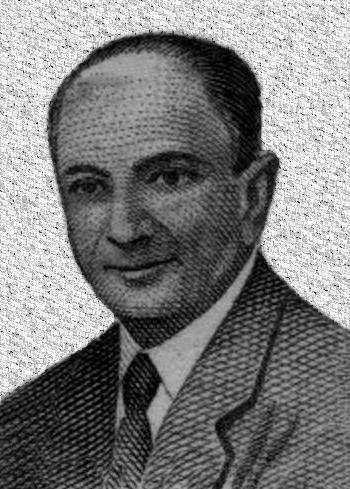
1954年から1956年までの大統領フリオ・ロサノ・ディアス

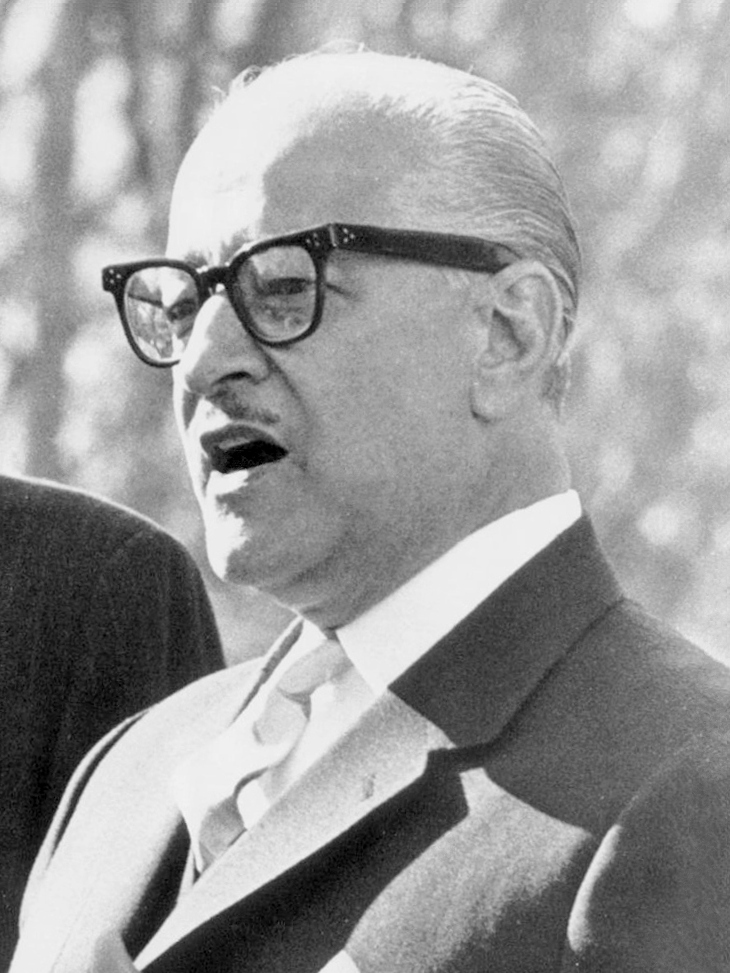
1957年から1963年までの大統領ラモン・ビリェダ・モラーレス

1954年のゼネストの後、改革派に属する青年軍部は1955年10月にクーデターを起こし、臨時フンタを設立した。そして、死刑が1956年に廃止された（死刑執行は1940年以降停止された）。1957年ホンジュラス制憲議会選挙と1957年ホンジュラス大統領選挙で自由党のラモン・ビリェダ・モラーレスが大統領に選出され、制憲議会はそのまま任期6年の国会になった。これにより自由党は1957年から1963年まで政権をとった。新しく設立された軍事アカデミーが1960年以降卒業生を出すようになると、軍は政治から独立した専業組織として振る舞うようになった。1963年10月、保守派軍部は1963年ホンジュラス総選挙に先じて流血クーデターをおこし、モラーレスが失脚した。軍部は自由党員を追放、オスワルド・ロペス・アレリャノ将軍の下で1971年まで統治した。
1969年7月、エルサルバドルがサッカー戦争でホンジュラスに侵攻、停戦後も緊張が続いた。
国民党のラモン・エルネスト・クルス・ウクレスが1971年に短期間政権をとったが、ロペスが1972年12月に再びクーデターを仕掛けて権力を奪取した。再び政権をとったロペスは農地改革を含む進歩的な政策を推進した。
ロペスが1975年に退任した後はフアン・アルベルト・メルガル・カストロ将軍（1975年 - 1978年）、ポリカルポ・パス・ガルシア将軍（1978年 - 1982年）の2人が大統領に就任した。2人は軍、特に隣国に優位なホンジュラス空軍の現代化を進め、また電力、地上波などのインフラを整備した。この時期はホンジュラスの産物の需要が世界的に増大し、ホンジュラスでは経済が発展して、外国資本が進出してきた。
1980年4月に制憲議会選挙が行われ、続いて1981年ホンジュラス総選挙が行われた。新憲法は1982年に議決され、自由党のロベルト・スアソ・コルドバが大統領に就任した。

### 1980年代
ロベルト・スアソ・コルドバはホンジュラスの経済衰退に対処すべく、野心的な経済と社会発展計画を立てて選挙に勝利した。またコントラのゲリラ活動を支援した。
スアソは米国の発展援助を受けて、自身の経済と社会発展計画を推進した。ホンジュラスは世界最大の平和部隊を受け入れ、非政府、国際ボランティア組織の数が激増した。
米国はニカラグア政府と戦うコントラを支援すべく、ホンジュラスに駐軍、さらにホンジュラスで現代化した港口を建設、滑走路を整備した。ホンジュラスは隣国を破壊した血なまぐさい内戦を回避したが、ホンジュラス陸軍は共産党民兵に対する作戦を内密に行い、誘拐や爆弾事件で知られたシンチョネロス人民解放運動を弾圧した。この作戦には中央情報局が後援した、バタリオン3-16などによる「超法規的」殺人も含まれた。
そして、11月に予定された1985年ホンジュラス総選挙が近づく中、1人の統一候補に絞れなかった自由党は選挙法を1政党から複数候補を出せると解釈した。国民党はラファエル・レオナルド・カリェハス・ロメロ候補を推したが得票率は42%に留まり、自由党の合計得票率を下回ったため自由党が勝利、自由党の候補のうち最多得票のホセ・アスコナ・デル・オヨ（得票率27%）が1986年1月に大統領に就任した。軍部の支持を得て、スアソ政府は平和裏に権力を自由党に譲った。そして、1989年にはコントラが解体された。
1988年、ニカラグアがホンジュラスにおけるコントラの補給基地を攻撃したため、米軍がゴールデン・フィーサント作戦でホンジュラスに進駐した。

### 1990年代
1990年1月、ラファエル・レオナルド・カリェハス・ロメロが就任した。彼は経済改革を重視、財政赤字の対処に集中した。また文民統制も推進した。1993年ホンジュラス総選挙では同じく自由党のカルロス・ロベルト・レイナが得票率56%で国民党のオスワルド・ラモス・ソトに勝利した。彼は「道徳革命」を呼び掛け、汚職と1980年代に人権侵害を行った人物の追及を進めた。レイナの任期で文民統制が完成、警察の支配権が軍から文民に移された。1996年、レイナは自分で防衛大臣を指名、それまでの軍部からの推薦をそのまま受け入れる慣例を改革した。レイナ政権は中央銀行の外貨準備を増やすことに成功、インフレ率を12.8%に下げ、経済増長率を回復させ（1997年には5%程度まで持ち直した）、また1997年には財政赤字を1.1%に下げた。
1997年ホンジュラス総選挙で国民党のノラ・グネラ・デ・メルガル（元大統領フアン・アルベルト・メルガル・カストロの未亡人）に10%の差をつけて勝利した自由党のカルロス・ロベルト・フローレスは1998年1月27日に就任した。フローレスはホンジュラスの財政状況と競争力に着目した国際通貨基金のホンジュラス政府と経済改革計画を開始した。
1998年10月、ハリケーン・ミッチがホンジュラスを襲い、死者は5千人以上に上った。損害は36億米ドルに上り、インフラ再建のための寄付金が世界から集まり、2000年には合計で14億米ドルが集まった。

## 21世紀のホンジュラス

### 2000年代
2001年ホンジュラス総選挙で国民党が勝利して61議席を獲得、自由党は55議席に留まった。自由党の大統領候補ラファエル・ピネダ・ポンセは国民党のリカルド・マドゥロ候補に敗北した。マドゥロは2002年1月に就任、「マラ」（暴力団）、特にマラ18とマラ・サルバトルチャの成長阻止を重要視した。
2005年11月27日に行われた2005年ホンジュラス総選挙において、自由党候補マヌエル・セラヤが国民党候補で議会の議長だったポルフィリオ・ロボ・ソサを4%の得票差で破り、2006年1月27日に大統領に就任した。セラヤは「市民の力」を選挙活動のテーマとし、政府の透明性を高めることと麻薬密輸の取り締めを公約した。しかし、議会では自由党が128議席のうち半分弱の62議席しか獲得できなかった。
セラヤは6月に2009年ホンジュラス憲法投票を提唱、新しい制憲議会を招集して新憲法制定を呼び掛けた。しかし、憲法は任期制限など一部の条項について改訂を禁じており、セラヤの呼びかけは2009年ホンジュラス憲法危機を引き起こした。ホンジュラス最高裁判所は国民投票の指し止め命令を下した。
しかし、セラヤは裁判所の決定を受け入れず、軍の首脳であるロメロ・バスケス・ベラスケスを罷免した。バスケスが法律違反を拒否して国民投票への手助けをしなかったことが理由であったが、罷免は議会と最高裁判所から不法であると判断され、バスケスは復職した。セラヤはさらに最高裁判所が違法と判断した国民投票を強行した。軍は国民投票の票を奪って、テグシガルパの軍事基地に置いたが、セラヤは選挙の前日にあたる6月27日に大勢の支持者をつれて軍事基地に入り、軍の総指揮官として票の返還を命じた。議会はこれを権力の乱用とみなし、セラヤの逮捕を命じた。
2009年6月28日、軍部はセラヤの職を解き、彼を中立国のコスタリカに移送した（2009年ホンジュラス政変）。副大統領だったエルビン・エルネスト・サントスは選挙出馬のために辞任しており、大統領の継承順位に基づき議会のロベルト・ミチェレッティ議長が大統領に任命された。しかし、国際連合と米州機構は大統領の武力追放を問題視、多くの国がセラヤを引き続きホンジュラス大統領と認め、軍部の行動を民主制への攻撃とみなした。
ミチェレッティ政府は外国からの圧力を受けたが引き続き政権をとり、11月29日に2009年ホンジュラス総選挙を行った。元国会議長で2005年の大統領候補だった国民党のポルフィリオ・ロボ・ソサが当選した。

### 2010年代
2010年1月27日に就任したポルフィリオ・ロボ・ソサ大統領は2010年中には大統領位の正当性を外国に承認させること、そしてホンジュラスの米州機構復帰に集中した。米州機構は2011年6月にホンジュラスの復帰を承認した。
2014年、フアン・オルランド・エルナンデスが大統領に就任、2017年の大統領選挙でも再選された。